# صامويل اوكران
صامويل اوكران (بالإنجليزية: Samuel Ocran)‏ (16 سبتمبر 1986 بغانا - ) هو لاعب كرة قدم غاني في مركز الوسط. لعب مع نادي الجونة ونادي دبا الفجيرة.

## وصلات خارجية
- صامويل اوكران على موقع قاعدة بيانات كرة القدم.إي يو (الإنجليزية)